# Svoboda (Familienname)
Svoboda ist ein tschechischer und slowakischer Familienname.

## Varianten
- Schwoboda, Sloboda, Svobodny, Svobodova, Swoboda

## Namensträger
- Adam Svoboda (1978–2019), tschechischer Eishockeyspieler
- Antonín Svoboda (Leichtathlet) (1900–1965), tschechischer Leichtathlet
- Antonín Svoboda (Informatiker) (1907–1980), tschechischer Computerpionier
- Antonín Svoboda (Fußballspieler) (* 2002), tschechischer Fußballspieler
- Antonin Svoboda (* 1969), österreichischer Filmregisseur und -produzent
- Bohuslav Svoboda (* 1944), tschechischer Gynäkologe und Politiker, Oberbürgermeister von Prag
- Christoph Svoboda (* 1990), österreichischer Handballspieler
- Coelestin Svoboda (1893–1943), deutscher römisch-katholischer Geistlicher, Prämonstratenser und NS-Opfer
- Cyril Svoboda (* 1956), tschechischer Politiker
- David Svoboda (Bildhauer) (* 1975), tschechischer Bildhauer
- David Svoboda (Moderner Fünfkämpfer) (* 1985), tschechischer Fünfkämpfer
- Emil Svoboda (* 1925), tschechoslowakischer Fußballspieler
- Fanny Svoboda (* 1980), Pseudonym der österreichischen Schriftstellerin, Persönlichkeits- und Autorentrainerin Andrea Walter
- František Svoboda (1905–1948), tschechischer Fußballspieler
- Jakub Svoboda (* 1989), tschechischer Eishockeyspieler
- Jan Svoboda (Linguist) (1899–1973), tschechoslowakischer Linguist
- Jan Svoboda (Politiker, 1922) (1922–?), tschechoslowakischer Politiker (KPČ)
- Jan Svoboda (Fotograf) (1934–1990), tschechoslowakischer Fotograf
- Jan Svoboda (Biologe) (1934–2017), tschechoslowakischer Biologe, Molekularbiologe und Virologe
- Jan Svoboda (Politiker, 1956) (* 1956), tschechischer Politiker (ODS)
- Jan Svoboda (Fußballspieler) (* 1960), tschechoslowakischer Fußballspieler
- Jan Svoboda (Basketballspieler) (* 1969), tschechischer Basketballspieler
- Jan Svoboda (Radsportler) (* 1979), tschechischer Mountainbikefahrer
- Jaroslav Svoboda (* 1980), tschechischer Eishockeyspieler
- Jindřich Svoboda (* 1952), tschechischer Fußballspieler
- Jiří Svoboda (Leichtathlet) (1903–1937), tschechoslowakischer Leichtathlet
- Jiří Svoboda (Volleyballspieler) (* 1941), tschechoslowakischer Volleyballspieler
- Jiří Svoboda (Filmmusikkomponist) (1945–2004), tschechoslowakischer bzw. tschechischer Filmmusikkomponist
- Jiří Svoboda (Regisseur) (* 1945), tschechoslowakischer Regisseur und Politiker
- Jiří Svoboda (Kanute) (* 1954), tschechoslowakischer Kanute
- Josef Svoboda (1920–2002), tschechischer Bühnenbildner
- Karel Svoboda (Maler) (1824–1870), tschechischer Maler
- Karel Svoboda (Bankier) (1877–1951), tschechischer Bankier und Politiker
- Karel Svoboda (Jurist) (1880–1934), tschechischer Jurist und Hochschullehrer
- Karel Svoboda (Philologe) (1888–1960), tschechischer Philologe
- Karel Svoboda (Regisseur) (1912–1982), tschechischer Regisseur und Schauspieler
- Karel Svoboda (Politiker) (* 1926), tschechischer Politiker
- Karel Svoboda (1938–2007), tschechischer Komponist
- Karel Svoboda (Mediziner) (* 1965), tschechischer Neurologe
- Karel Svoboda-Škréta (1860–1940), tschechischer Maler
- Karl Svoboda (1929–2022), österreichischer Politiker (SPÖ)
- Květoslav Svoboda (* 1982), tschechischer Schwimmer
- Ludvík Svoboda (1895–1979), tschechoslowakischer General und Politiker, Präsident 1968 bis 1975
- Martin S. Svoboda (1907–1992), deutscher Journalist
- Michael Svoboda (Fußballspieler) (* 1998),  österreichischer Fußballspieler
- Michal Svoboda (* 1978), tschechischer Badmintonspieler
- Mike Svoboda (Michael Svoboda; * 1960), US-amerikanischer Komponist, Dirigent und Posaunist
- Milan Svoboda (Regisseur) (1883–1948), tschechischer Theaterregisseur
- Milan Svoboda (Kanute) (1939–2004), tschechischer Kanute
- Milan Svoboda (Jazzmusiker) (* 1951), tschechischer Jazzmusiker (Pianist, Bigband-Leader) und Komponist
- Milan Svoboda (Eishockeyspieler) (* 1960), tschechischer Eishockeyspieler
- Milan Svoboda (Fußballspieler) (* 1977), tschechischer Fußballspieler
- Oldřich Svoboda (Dirigent) (1887–1970), tschechischer Dirigent
- Oldřich Svoboda (Komponist) (1928–1999), tschechischer Komponist
- Oldřich Svoboda (Eishockeyspieler) (* 1967), tschechischer Eishockeytorwart
- Pavel Svoboda (Geistlicher) (* um 1950), tschechischer Geistlicher
- Pavel Svoboda (Politiker, 1953) (* 1953), tschechischer Politiker (ODS)
- Pavel Svoboda (Politiker, 1962) (* 1962), tschechischer Politiker (KDU-ČSL)
- Pavel Svoboda (Fußballspieler) (* 1965), tschechischer Fußballspieler
- Pavel Svoboda (Politiker, 1969) (* 1969), tschechischer Politiker (US-DEU)
- Pavel Svoboda (Moderator) (* 1970), tschechischer Moderator
- Pavel Svoboda (Politiker, 1978) (* 1978), tschechischer Politiker
- Pavel Svoboda (Designer) (* um 1985), tschechischer Designer
- Pavel Svoboda (Organist) (* 1987), tschechischer Organist, Cembalist und Dramaturg
- Petr Svoboda (Fußballspieler) (* 1945), tschechischer Fußballspieler
- Petr Svoboda (Schauspieler) (* 1952), tschechischer Schauspieler
- Petr Svoboda (Eishockeyspieler, 1966) (* 1966), tschechischer Eishockeyspieler
- Petr Svoboda (Biologe) (* 1974), tschechischer Biologe
- Petr Svoboda (Eishockeyspieler, 1980) (* 1980), tschechischer Eishockeyspieler
- Petr Svoboda (Leichtathlet) (* 1984), tschechischer Hürdenläufer
- Petr Svoboda (Rennfahrer) (* 2002), tschechischer Motorradrennfahrer
- Radek Svoboda (* 1968), tschechischer Badmintonspieler
- Radoslav Svoboda (* 1957), tschechischer Eishockeyspieler und -trainer
- Sandor Alexander Svoboda (1826–1896), irakischer Maler und Fotograf
- Stanislav Svoboda (1930–1967), tschechoslowakischer Radrennfahrer
- Svatopluk Svoboda (Turner) (1886–1971), tschechoslowakischer Turner
- Svatopluk Svoboda (Schachspieler) (* 1984), tschechischer Schachspieler
- Tomáš Svoboda (* 1987), tschechischer Eishockeyspieler
- Vojtěch Svoboda (* 1995), tschechischer Sprinter
- Wilhelm Svoboda (* 1953), österreichischer Essayist
- Zdeněk Svoboda (* 1972), tschechischer Fußballspieler
- Zdenko Svoboda (* 1982), slowakischer Politiker